# Glena pexata
Glena pexata là một loài bướm đêm trong họ Geometridae.